# أنواع الأعداد
يمكن تصنيف الأعداد حسب كيفية تمثيلها أو حسب الخصائص التي تمتلكها.

## أنواع الأعداد
- الأعداد الطبيعية ({\displaystyle \mathbb {N} }):الاعداد {3،2،1،......} تسمى بالأعداد الطبيعية، على كل حال توجد تعريفات أخرى تضيف الصفر، بمعنى أن الأعداد الصحيحة غير السالبة تسمى كذلك بالأعداد الطبيعية، فالأعداد الطبيعية لاتحتوي على الأعداد السالبة وكذلك لا تحتوي على الكسور، والأعداد الطبيعية التي تشمل الصفر تسمى أحياناً بالأعداد الكلية.[1][2]
- الأعداد الصحيحة ({\displaystyle \mathbb {Z} }): وهي الأعداد الطبيعية بالإضافة للأعداد السالبة والصفر، أي أنها الأعداد {0، ±1، ±2، ±3 ،.....}.
- الأعداد القياسية ({\displaystyle \mathbb {Q} }): الأعداد التي يمكن وضعها في صورة نسبية تسمى بالأعداد القياسية أو النسبية، أي يمكن وضعه في صورة بسط ومقام، بشرط أن لا يحتوي المقام على العدد صفر،[3] كل الأعداد الصحيحة أعداد قياسية، وليست كل الأعداد القياسية أعداداً صحيحة مثل (−2/9)، بمعنى أن الأعداد الصحيحة تعتبر فئة جزئية من فئة الأعداد القياسية.
- الأعداد الحقيقية ({\displaystyle \mathbb {R} }): هي الأعداد التي تتوافق مع النقاط على خط الأعداد، أي أن الأعداد الحقيقية هي كل نقطة على خط الأعداد، أي أنها تكون أعداداً موجبة أو سالبة أو الصفر أو الكسور، كل الأعداد القياسية تعتبر أعداداً حقيقية ولكن العكس غير صحيح، أي أن الأعداد القياسية فئة جزئية من فئة الأعداد الحقيقية.
- الأعداد غير القياسية ({\displaystyle \mathbb {Q} }): وهي أعداد حقيقية غير قياسية، بمعنى لا يمكن وضعها في صورة نسبية.
- الأعداد التخيلية: هي الأعداد التي تساوي حاصل ضرب الأعداد الحقيقية في الجذر التربيعي للعدد (-1)، العدد صفر يعتبر عدداً حقيقياً وخيالياً بالوقت نفسه.
- الأعداد المركبة ({\displaystyle \mathbb {C} }): تشمل الأعداد الحقيقية والأعداد التخيلية ومجموع وفروق الأعداد الحقيقية والتخيلية.
- الأعداد المفرطة التعقيد: تشتمل على امتدادات مختلفة لنظام الأعداد: الكواترنيونات ({\displaystyle \mathbb {H} }) والأوكتونيون({\displaystyle \mathbb {O} })، ومتغيرات أخرى أقل شيوعًا.[4]
- الأعداد التقاربية p-adic : أنظمة أعداد مختلفة أُنشأت باستخدام حدود الأعداد النسبية، وفقًا لمفاهيم "الحد" المختلفة عن تلك المستخدمة لبناء الأعداد الحقيقية.